# کیکو یاماموتو
کیکو یاماموتو (انگلیسی: Keiko Yamamoto؛ ۷ اوت ۱۹۴۳ – ۱۸ آوریل ۲۰۲۴) صدا پیشه اهل ژاپن بود.